# 吉村和夫
吉村 和夫（よしむら かずお、1931年〈昭和6年〉4月18日 - 2003年〈平成15年〉8月20日）は、日本の政治家。元山形市長（1期）。

## 来歴・人物
山形県山形市出身。山形県立山形南高等学校を経て、山形大学文理学部を卒業する。
鹿野彦吉衆議院議員秘書を16年あまり務め、1971年（昭和46年）の山形県議選で初当選。以後通算6期、山形市選挙区にあっては、常にトップでの当選を果たした。またその間には、県議会副議長を務めたほか、自民党県連政調会長、同副会長も歴任をした。しかし、秘書時代から世話をしてきた鹿野道彦が政治改革を巡って、自民党を離党をしたことに伴い自身も離党した。
山形市長選には、金澤忠雄を対抗馬にして1986年（昭和61年）、1990年（平成2年）と出馬するも落選。1994年（平成6年）の金澤の勇退による市長選においては、佐藤幸次郎と激しい鍔迫り合いを演じるも、またしても落選となる。いずれの選挙も市を二分する激しい戦が展開された。
2000年（平成12年）2月、下水道工事を巡る談合事件とヤミ献金問題で佐藤が辞任したため実施された出直し市長選に出馬。4度目の挑戦によって悲願の成就となった。
市長在任時においては、山形ニュータウンの整備、旧山形松坂屋ビル再開発・ナナ・ビーンズのオープン、航空便である山形 - 東京便の復活、16億円をかけたJR山形駅と東口通路を結ぶペデストリアンデッキの竣工、市発注工事入札の手続きの公開、上山市、中山町、山辺町との合併構想である「中核市」の具体化などの施策を講じた。
2003年（平成15年）8月20日、2001年6月から肺がんなどで入退院を繰り返していたが、入院先の山形市立病院済生館で多臓器不全で逝去。72歳没。
長男にムービーオン、ダイバーシティメディア社長を務める吉村和文、次男に山形県議会議員を務める吉村和武、縁者に、山形県知事吉村美栄子がいる。お笑いコンビ「あがすけ」の吉村和彬は孫。

## 栄典・受賞
- 2003年（平成15年）8月20日 - 従五位・勲四等旭日小綬章